# Смирнов Ігор Васильович
І́гор Васи́льович Смирно́в (* 5 квітня 1911, Колодне Бесединського району, сучасний Курський район Курська область — † 1993, Київ) — український вчений в царині зоотехніки, доктор біологічних наук — 1965, 1967 — професор Української сільськогосподарської академії, 1973 — заслужений діяч науки СРСР.

## Життєпис
В 1928 році закінчив середню школу у Воронежі; 1929 року почав працювати техніком-птахівником — радгоспи птахотресту Воронезької області — до 1932-го. 1937 з відзнакою закінчив зоотехнічний факультет Білоцерківського сільськогосподарського інституту.
Працював у науково-дослідних установах — в 1937—1939 — молодший науковий співробітник інституту гібридизації і акліматизації тварин «Асканія — Нова».
Учасник Другої світової війни, був двічі пораненим, воював в авіаційних і танкових частинах на Північно-Західному й Білоруському фронтах, брав участь у боях за Варшаву. 9 травня 1945 року зустрів у Берліні. Нагоджений орденом Вітчизняної війни першого ступеня, орденом «Знак Пошани» і 6 медалями.
Після демобілізації поступає до аспірантури Всесоюзного науково-дослідного інституту тваринництва, науковий керівник — Віктор Милованов, 1949 року захистив кандидатську дисертацію.
В 1947 році першим здійснив заморожування сперми баранів, биків, жеребців та кролів в пакетах з алюмінієвої фольги на поверхні твердого діоксиду вуглецю.
1948 року першим в світі одержав повноцінне потомство кролів після осіменіння спермою, що зберігалася у замороженому стані (при температурі −79 — 183°С) — фактичний початок кріобіології; роботи проведені спільно з академіком Миловановим і професором І. І. Соколовською. У 1949 році для захисту кандидатської мусив особисто ходити за дозволом до Трохима Лисенка, оскільки результати розходилися із пануючою тоді теорією.
1953 року переходить на викладацьку роботу — доцент Харківського зооветеринарного інституту.
Працює в науково-дослідних установах — заснована станція штучного осіменіння в Терезиному (1957) та у Харкові, з 1967 й до кінця активного життя — професор кафедри розведення сільськогосподарських тварин Української сільськогосподарської академії.
У 1960-х роках займався створенням лабораторій та пунктів штучного осіменіння сільськогосподарських тканин, налагоджував виробництво та постачання пунктів осіменіння необхідними приладами і обладнанням, розробляв ГОСТи та технічні умови на засоби розбавлення, зберігання та оцінки сперми. Створював по областях школи підготовки та підвищення кваліфікації техніків по штучному осіменінню; розробляв програми лекцій та практичних занять, займався виданням підручників, навчальних посібників, кінофільмів та рекомендацій.
З колективом займався дослідженням перспективності висушування сперми із зберіганням запліднюючих властивостей.
Лауреат Державної премії в галузі науки і техніки УРСР — 1973.
Його перу належить авторство більше 330 праць — з них 5 монографій та 5 підручників зі штучного осіменіння та біології відтворення сільськогосподарських тварин для студентів ВНЗ.
Розробив теорію переходу води в склоподібну (вітрифіковану) форму, оминаючи стадію кристалізації, при цьому не відбувається руйнування внутріклітинних структур. Вивчав праці зарубіжних дослідників у даній царині — Дж. О. Олмквіста, Вілліама Е. Берндстона.
Першим обґрунтував можливість вічного зберігання замороженої сперми із збереженням її запліднюючих властивостей.
Підготував 25 кандидатів біологічних наук.
Серед його робіт:
- «Збереження сперми сільськогосподарських тканин шляхом глибокого охолодження», 1949,
- «Глибоке охолодження сімені сільськогосподарських тварин», 1950,
- «До питання про холодовий удар сперміїв», 1961,
- «Штучне осіменіння сільськогосподарських тварин», 1969,
- «Ветеринарне акушерство, гінекологія і штучне осіменіння», 1971,
- «Щодо питання глибокого охолодження сперми», 1974,
- «Практикум по штучному осіменінню сільськогосподарських тварин», 1975,
- «Анабіоз, кріобіологія та тваринництво», 1976,
- «Довідник по штучному осіменінню сільськогосподарських тварин», 1980,
- «Теоретичні основи глибокого охолодження сперми тварин», 1980.